# 122-мм гаубиця зразка 1910 року
122-мм гаубиця зразка 1910 року — легка польова гаубиця періоду Першої світової війни виробництва Російської імперії та СРСР. впродовж 1917–1920 років була на озброєнні армії України.

## Створення та опис
Досвід Російсько-японської війни продемонстрував необхідність прийняття на озброєння легкої польової гаубиці. Головне артилерійське управління визначило для легкої гаубиці калібр 48 ліній (122 міліметри). При прийнятті на озброєння розглядалася власна російська розробка а також варіанти, запропоновані німецькою фірмою «Крупп» (з горизонтальним клиновим затвором) та французькою фірмою «Шнейдер» (з поршневим затвором). 1909-го року було прийнято на озброєння гармату, розроблену фірмою «Круппа», а 1910-го року — фірмою «Шнейдера».
Боєкомплект складався з фугасного снаряду з детонатором та шрапнель з трубкою з 45-секундним затриманням. Максимальний заряд складався з 5 зарядів у гільзі максимальною загальною масою 1,773 кг. Гаубиця зразка 1910-го року мала щит, що став обов'язковим елементом польових гармат Першої світової війни.